# Eduard Kokszarow
Eduard Aleksandrowicz Kokszarow, ros. Эдуард Александрович Кокшаров (ur. 4 listopada 1975 w Krasnodarze) – rosyjski piłkarz ręczny, reprezentant kraju. Obecnie jest zawodnikiem słoweńskiego Celje Pivovarna Laško. Występuje na pozycji lewoskrzydłowego. W 2000 roku zdobył złoty medal igrzysk olimpijskich, a w 2004 roku brązowy medal olimpijski. W 1997 roku zdobył złoty medal mistrzostw świata.

## Kluby
- SKIF Krasnodar
- Celje Pivovarna Laško

## Sukcesy

### Reprezentacyjne

#### Igrzyska olimpijskie
- (2000)
- (2004)

#### Mistrzostwa świata
- (1997)
- (1999)

#### Mistrzostwa Europy
- (2004)

### Klubowe

#### Liga Mistrzów
- (2004)

#### Mistrzostwo Słowenii
- – (1999, 2000, 2001, 2002, 2003, 2004, 2005, 2006, 2007)

#### Puchar Słowenii
- (1999, 2000, 2001, 2004, 2006, 2007)

## Nagrody indywidualne
- Najlepszy lewoskrzydłowy mistrzostw Europy, rozgrywanych w Szwajcarii: (2006)